# パック・イン・ビデオ
株式会社パック・イン・ビデオ（PACK-IN-VIDEO CO., LTD.）は、かつて存在した日本のビデオ・コンピュータゲーム製作会社。法人としては2007年6月30日にマーベラスエンターテイメント（現：マーベラス）へ吸収合併されるまで存続していた。

## 沿革
1970年に、日本ビクター（現：JVCケンウッド）・東京放送（現：TBSホールディングス）が設立の中心となり、他に学習研究社（現：学研ホールディングス）・電通・毎日新聞社・東映・松下電器産業（現：パナソニックホールディングス）・テイチク（現：テイチクエンタテインメント）・凸版印刷（現：TOPPANホールディングス）が出資して、ビデオソフト制作・販売会社として設立された。
会社設立当初の1970年代前半は統一I型規格やU規格VTRが家庭用として富裕層・業務用・教育用・マニア層等の一部に所有者が存在したものの、比較的高価であったため本格普及には至らなかった。当時はVHS・Beta・8ミリビデオ等の一般家庭向けVTR。家庭用ビデオディスク規格のレーザーディスク（LD）・VHDビデオディスク等が存在せず、ビデオソフト・ビデオディスクの販売が出来なかったため、同時期から洋画の上映権等の買い付け（映画配給事業）を開始。その後、家庭用ビデオデッキやビデオディスクが徐々に本格普及し始めるにつれ、ビデオソフト・ビデオディスク向けの映像制作事業を本格始動させる。
設立時からTBSや学研が制作したテレビ番組・企画などのビデオソフトは後年の事業撤退まで殆どがこのパック・イン・ビデオからの販売となった。1980年代後半にファミリーコンピュータを始めとする家庭用ゲームソフトの開発・販売に進出した。
1994年3月を以て主幹のビデオ制作・販売と映像配給事業を採算悪化を理由に撤退し、採算の取れるゲームソフト事業だけを残して日本ビクターの完全子会社となった。それまでパック・イン・ビデオが行っていたビデオソフト販売事業は実質的にビクターエンタテインメント（初代。後のJVCケンウッド・ビクターエンタテインメント → ビクターエンタテインメント〈二代目〉）に引き継がれ、過去に発売されたビデオソフトの販売権などはTBSなどの各制作会社に返上された。その後、TBSはTBSビデオ（ビクターエンタテインメントやポニーキャニオンが販売代行）を経てTCエンタテインメント（カルチュア・コンビニエンス・クラブと合弁）を、学研はオルスタック・ピクチャーズを設立（後に関係解消）、電通はパイオニアの子会社だったパイオニアLDCを買収（ジェネオン エンタテイメントに社名変更。後にNBCユニバーサルに株式の大半を売却しNBCユニバーサル・エンターテイメントジャパンに再度社名変更）し、それぞれ別々に映像ソフト事業を行っている。
その後、1996年10月1日ビクターエンタテインメントのインタラクティブ事業部を統合しビクターインタラクティブソフトウェアに社名を変更。
2003年3月24日にはマーベラスエンターテイメントに買収されマーベラスインタラクティブへ社名を変更したが、2007年6月30日付でマーベラスエンターテイメントに吸収合併され現在のマーベラスCSコンテンツ事業部となっている。また、TBSテレビは2023年7月に「TBS GAMES」のブランド名でコンピュータゲーム市場へ参入することを発表した。

## 主な制作・配給・発売作品

### アニメーション
- 殺人切符はハート色
- 独身アパートどくだみ荘
- 忍者龍剣伝
- 妖怪人間ベム
- ラブ・ポジション ハレー伝説
- ロードス島戦記 スペシャルエディション
- 笑ゥせぇるすまん

### 映画
- グランド・ツアー
- 新世界紀行
- 風俗探検刑事シリーズ
- 来来!キョンシーズシリーズ
- 幽幻道士シリーズ
- チャック・ノリスシリーズ
  - 『フォース・オブ・ワン』
  - 『オクタゴン』
  - 『サイドキックス』

### 音楽
- KING CRIMSON LIVE IN JAPAN
- Burst The Gravity